# Compass (ciruela)
Compass es una variedad cultivar de ciruelo (Prunus pumila)., plántula del cruce de 'Prunus pumila var. besseyi' x polen de 'Prunus hortulana var. minerii'. 'Compass' tiene fruto de tamaño pequeño, ovado o redondeado-ovalado, de color rojo claro cambiando a rojo oscuro en la madurez, la piel moteada con pequeños puntos rojos antes de madurar completamente, tienen una pulpa de color amarillo verdoso claro, muy jugosa, derretida, subácida excepto cerca de la piel; sabor pobre. Tolera las zonas de rusticidad según el departamento USDA, de nivel 5 a 9.

## Sinonimia
- "Compass Cherry",
- "Heideman Sand Cherry".[4]

## Historia
En 1891, H. Knudson, de Springfield (Minnesota), polinizó el "Sand Cherry" (cerezo de arena) con polen de la "Danish Morello cherry" (cereza morello danesa) y el ciruelo 'Miner'. La semilla del cruce resultante, sin duda la del cerezo de arena y el ciruelo, se plantó el 7 de agosto del mismo año y, en 1894, dio fruto por primera vez. En 1893, C. W. H. Heideman, de New Ulm, Minnesota, obtuvo un descendiente de este árbol y otro al año siguiente. En 1895, Heideman lo introdujo como propio, bajo el nombre de 'Heideman Sand Cherry', un híbrido entre el cerezo de arena y un ciruelo. En la controversia que siguió, se demostró que los dos híbridos eran idénticos y que Knudson era el verdadero creador. Posteriormente, C. W. Sampson, de Eureka, Minnesota, introdujo el ciruelo de Knudson bajo el nombre de 'Compass'. La variedad es de interés para los fitomejoradores y puede tener cierto valor comercial en el noroeste, pero su fruto carece de valor en otros estados de Estados Unidos.
La ciruela 'Compass' ha sido descrita por : 1. Northwestern Agr. 348. 1895. 2. Vt. Sta. Bul. 67:10. 1898. 3. Ia. Sta. Bul. 46:266. 1900. 4, Budd-Hansen Am. Hort. Man. 294. 1903. 5. S. Dak. Sta. Bul. 93113. 1905.

## Características
'Compass' hace un árbo de tamaño inferior, extendido, de copa abierta, productivo; ramas y ramillas delgadas, las ramillas marcadas por lenticelas grandes, muy visibles y elevadas; yemas de las hojas regordetas; hojas plegadas hacia arriba, de una pulgada y un octavo de ancho, tres pulgadas de largo; margen serrado; pecíolo teñido de rojo, sin glándulas o con una a tres glándulas globosas generalmente en la base de la hoja; temporada de floración tardía, de longitud media; flores que aparecen después de las hojas, de color blanco cremoso a medida que se despliegan las yemas; nacidas en espolones laterales, en grupos de tres y cuatro.
'Compass' tiene una talla de fruto muy pequeño temprano, temporada corta; forma ovado o redondeado-ovalado, de color rojo claro cambiando a rojo oscuro en la madurez, la piel moteada con pequeños puntos rojos antes de madurar completamente; piel dura, astringente; pulpa de color amarillo verdoso claro, muy jugosa, derretida, subácida excepto cerca de la piel; sabor pobre.
Hueso está adherido, de tamaño, grande, alargada-ovalada, con superficies lisas.
Su tiempo de recogida de cosecha madura temprano a finales de julio.

## Usos
Las ciruelas 'Compass' tienen aplicaciones en postres de cocina como tartas, pasteles, y mermeladas.
La variedad también se recomienda a los cultivadores de ciruelos para posibles cruces con otras variedades en los que se quieran mejorar ciertas características, y a quienes lo deseen como planta ornamental o como curiosidad.